# Peter Eckersley (informaticien)
Pour les articles homonymes, voir Peter Eckersley.
Peter Daniel Eckersley (né le 13 juin 1978 ou en 1979) et mort le 2 septembre 2022) est un informaticien, chercheur en sécurité informatique et cybermilitant australien.

## Résumé
De 2006 à 2018, Peter Eckersley travaille à la Electronic Frontier Foundation, notamment en tant qu'informaticien en chef et responsable de la politique de l'Intelligence artificielle,,. En 2018, il quitte l'entreprise pour devenir directeur de recherche au Partenariat sur l'IA, poste qu'il occupe jusqu'en 2020,. En 2021, il a cofondé l'AI Objectives Institute.
Lorsqu'il travaille à l'Electronic Frontier Foundation, Eckersley lance des projets tels que Let's Encrypt, Privacy Badger, Certbot, HTTPS Everywhere, SSL Observatory et Panopticlick. Eckersley était un ardent défenseur de sujets tels que la confidentialité sur Internet, la neutralité du Net et l'éthique de l'intelligence artificielle.
En 2023, il est intronisé, à titre posthume, au Temple de la renommée d'Internet.

## Jeunesse et éducation
Peter Daniel Eckersley est né en 1978 ou 1979 à Melbourne. Eckersley commence à écrire des programmes dès l'âge de six ou sept ans.
Eckersley obtient un doctorat en informatique et un autre en droit à l'Université de Melbourne en 2012,.
Eckersley s'installe ensuite à San Francisco, en Californie, où il commence à travailler pour l'Electronic Frontier Foundation ; il vit en colocation, notamment avec l'informaticien et hactiviste Aaron Swartz,.

## Carrière et activisme
De 2006 à 2018, Eckersley travaille à la Electronic Frontier Foundation (EFF) où il occupe des postes tels que directeur de projets technologiques, informaticien en chef et responsable de la politique de l'IA,,. Eckersley défend la neutralité du réseau lorsqu'il était membre de l'EFF. En 2007, Eckersley, avec  et d'autres collaborateurs, ont mené une expérience contrôlée pour prouver que la société de télécommunications Comcast avait falsifié des protocoles pair-à-pair tels que BitTorrent en utilisant une attaque TCP reset falsifiés.
Eckersley, en tant que défenseur de la confidentialité sur Internet, critique les technologies de pistage web et les entreprises qui les utilisent. En 2007, il a critiqué Facebook pour son manque de transparence dans les services de suivi des utilisateurs ainsi que l'utilisation, par les fournisseurs de services Internet, de l'
inspection approfondie des paquets des réseaux pair-à-pair pour rechercher les violations du droit d'auteur, en s'appuyant souvent uniquement sur les adresses IP pour identifier les utilisateurs devant les tribunaux. Ses travaux ultérieurs dans ce domaine ont abouti à Panopticlick, un site Web de l'EFF visant à tester l'identifiabilité des utilisateurs des navigateurs Web, ainsi qu'à un plaidoyer en faveur d'une application plus stricte de l'en-tête Do Not Track.
En 2009, Eckersley devient membre fondateur de l'association Giving What We Can de Toby Ord, association qui encourage l'altruisme efficace et dont les membres s'engagent à verser au moins 10 % de leurs revenus à des œuvres caritatives.
En 2010, Eckersley a de nouveau collaboré avec l'EFF dans l'écriture d'une lettre ouverte contre le Stop Online Piracy Act (SOPA) en réponse à la loi sur Internet. La lettre ouverte a été signée par près de 100 informaticiens et défenseurs de la confidentialité sur Internet. Il a collaboré pour cette lettre notamment avec Aaron Swartz,lui aussi étroitement lié à l'Electronic Frontier Foundation.
En 2012, Eckersley est cofondateur de Let's Encrypt aux côtés de développeurs de la Mozilla Corporation et de l'Université du Michigan. Let's Encrypt est une autorité de certification accessible au public qui fournit des certificats SSL gratuits de courte durée que les navigateurs et autres logiciels considéreraient comme fiables, via le protocole ACME automatisé. Un an après son lancement, Let's Encrypt a annoncé avoir signé un million de certificats. En septembre 2022, Let's Encrypt avait validé des certificats pour plus de 290 millions de domaines. De nombreux autres services Web pour sécuriser les sites se sont appuyés sur l'infrastructure de certificats fournie par Let's Encrypt, notamment Certbot, Caddy et Traefik.
Eckersley s'est prononcé ouvertement contre la centralisation des fournisseurs d'hébergement cloud, en particulier celui d'Amazon Web Services, craignant que les fournisseurs du cloud puissent être contraints d'examiner les données des utilisateurs.
En 2018, Eckersley commence à s'intéresser à l'intelligence artificielle, avec des travaux axés sur des applications telles que la police prédictive, les véhicules autonomes, la cybersécurité et les applications militaires de l'intelligence artificielle. Il quitte l'EFF pour devenir directeur de recherche à la société Partenariat sur l'IA, poste qu'il occupe jusqu'en 2020,. En 2021, il cofonde une organisation à but non lucratif poursuivant des objectifs similaires, appelé AI Objectives Institute, conçu comme un institut axé sur l'identification et l'alignement des objectifs de l'IA avec ceux de la société, et sur l'interrogation des valeurs et des politiques autour de l'intelligence artificielle, . Il a également été chercheur invité senior à OpenAI.
Pendant la pandémie de Covid-19, Eckersley a conseillé plusieurs groupes travaillant sur la recherche des contacts et la manière de préserver la confidentialité des utilisateurs.

## Publications
Eckersley a publié une large variété d’articles techniques sur la sécurité, l’IA et les politiques connexes Deux de ses articles les plus connus, How Unique Is Your Browser?  et On Locational Privacy,  soulignent à quel point Internet est vulnérable à l'empreinte digitale du navigateur et au suivi de la localisation au cours du temps comme moyens de percer la confidentialité et l'anonymat.

## Décès
Eckersley est décédé le 2 septembre 2022 à San Francisco des suites de complications liées à un traitement contre le cancer. Son cerveau a été préservé par l'organisation de cryogénisation Alcor Life Extension Foundation peu de temps après,. Le Wall Street Journal dans sa nécrologie, parle  de lui comme d'un « informaticien australien » qui « travaillait dans une organisation à but non lucratif de San Francisco sur des projets visant à protéger la vie privée ».